# International Hockey League (1929-1936)
International Hockey League (kratica IHL) je bila profesionalna hokejska liga v Kanadi in ZDA. Ustanovljena je bila leta 1929. Leta 1936 je liga delovala po urniku, ki jo je za dve sezoni spojil z ligo Canadian-American Hockey League, dokler ni leta 1938 uradno nastala nova liga, poimenovana International-American Hockey League.

## Moštva
| Buffalo Bisons           | (1929-1936) | prišli iz Canadian Professional Hockey League (CPHL)         |
| Cleveland Falcons        | (1934-1936) |                                                              |
| Cleveland Indians        | (1929-1934) | predhodno CPHL klub Kitchener, igralci iz CPHL kluba Toronto |
| Detroit Olympics         | (1929-1936) | prišli iz CPHL, postali Pittsburgh Hornets                   |
| Hamilton Tigers          | (1929-1930) | prišli iz CPHL                                               |
| London Panthers          | (1929-1930) | prišli iz CPHL                                               |
| London Tecumsehs         | (1930-1936) |                                                              |
| Niagara Falls Cataracts  | (1929-1930) | prišli iz CPHL                                               |
| Pittsburgh Shamrocks     | (1935-1936) |                                                              |
| Pittsburgh Yellowjackets | (1930-1932) |                                                              |
| Rochester Cardinals      | (1935-1936) |                                                              |
| Syracuse Stars           | (1930-1936) | predhodno Hamilton Tigers                                    |
| Toronto Falcons          | (1929-1930) | prišli iz CPHL, igralci iz CPHL kluba Kitchener              |
| Windsor Bulldogs         | (1929-1936) | prišli iz CPHL                                               |